# Nehemies
|  | Per a altres significats, vegeu «Llibre de Nehemies». |

Nehemies, fill d'Helcies, oriünd d'una família de Jerusalem, coper d'Artaxerxes I de Pèrsia, i dues vegades athersatha o governador dels jueus tornats del captiveri a Babilònia; és conegut perquè fou el promotor de la restauració dels murs de Jerusalem i de la reforma religiosa.
El seu primer govern començà l'any vint d'Artaxerxes I (464-424, aC. Això és, l'any 444. Quan un germà o parent proper va informar Hanani, que la muralla de Jerusalem havia estat desmantellada i les portes incendiades, amb la llicencia i amples poders del rei de Pèrsia, va anar de Susa a Jerusalem. Allà després d'inspeccionar de nit i amb gran cautela els murs de la ciutat, convocà els magistrats, nobles, sacerdots i el poble, i els feu saber els poders i facultats que tenia del rei i els animà a restaurar les muralles de Jerusalem. Animats per Nehemies emprengueren la tasca la qual repartiren segons les diverses famílies, la reconstrucció.
A aquest fet si oposà l'enveja dels pobles del voltant, i en especial dels samaritans, els caps dels quals eren Sanabal-lat, horonita: Tobies, amonita, i Gossem, àrab, els quals començaren per tractar els jueus de rebels i mofar-se de les obres de construcció. Després tractaren d'anar contra Jerusalem per combatre amb els jueus i malbaratar l'obra. Però assabentat d'aquestes intencions Nehemies, va armar els jueus de Jerusalem amb espases, arcs i llances i els disposà al voltant del mur, i així desbaratà els plans dels enemics. A més d'això, ordenà que a partir de llavors la meitat dels joves treballés i l'altra meitat estigués disposada a la lluita amb llances, escuts, arcs i cotes de malla, i també els que treballaven portaven l'espasa a la cintura o la tenien a punt per a qualsevol escomesa sobtada.

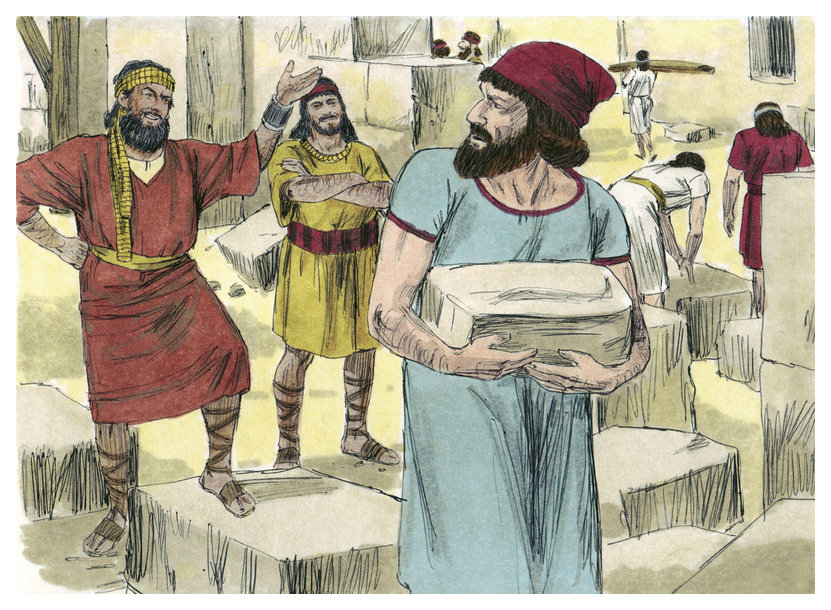
Reconstruint la muralla "Il·lustració del Llibre de Nehemies"

Un altre obstacle a la construcció del murs era l'avarícia dels rics que oprimien els pobres, els quals tractaven ja de vendre els seus fills i filles i d'hipotecar els seus camps, vinyes i cases per a pagar els deutes i impostos. Nehemies reuní els rics, els posà davant els ulls la generositat amb la qual ell i els seus germans prestaven diners als pobres sense exigir-los res, i els va convèncer de tornar als pobres les cases, camps, vinyes i olivarers, i que no els exigirien res. Nehemies era un model de generositat; treballava en la construcció dels murs, i en els dotze anys del seu govern no va aprofitar els altres, i de la seva pròpia taula donava menjar a més de cent-cinquanta persones.
A aquests obstacles es van afegir les intrigues i paranys contra Nehemies. Sanbal·lat i Gossem el van invitar per quatre vegades a tractar amb ells al camp d'Ono. Després Sanbal·lat va enviar una carta en la qual l'acusava de rebel·lar contra el rei de Pèrsia. També van corrompre els falsos profetes Semeies i Noadia, a enganyar en Nehemies. Semeies volgué persuadir-lo que es tanqués amb ell en el temple perquè els seus enemics volien matar-lo, però Nehemies va descobrir el parany i que estava venut. Malgrat tot això els murs es van acabar, s'hi van posar les portes, i Nehemies va organitzar un torn de guàrdia. La ciutat era gran però poc poblada. Llavors molts van venir per habitar a Jerusalem, i hi van arribar prínceps i plebeus, de déu parts una, i el recompte dels habitants el feu Nehemies. Quan l'obra de la muralla es va acabar, es fa fer una festa solemne.

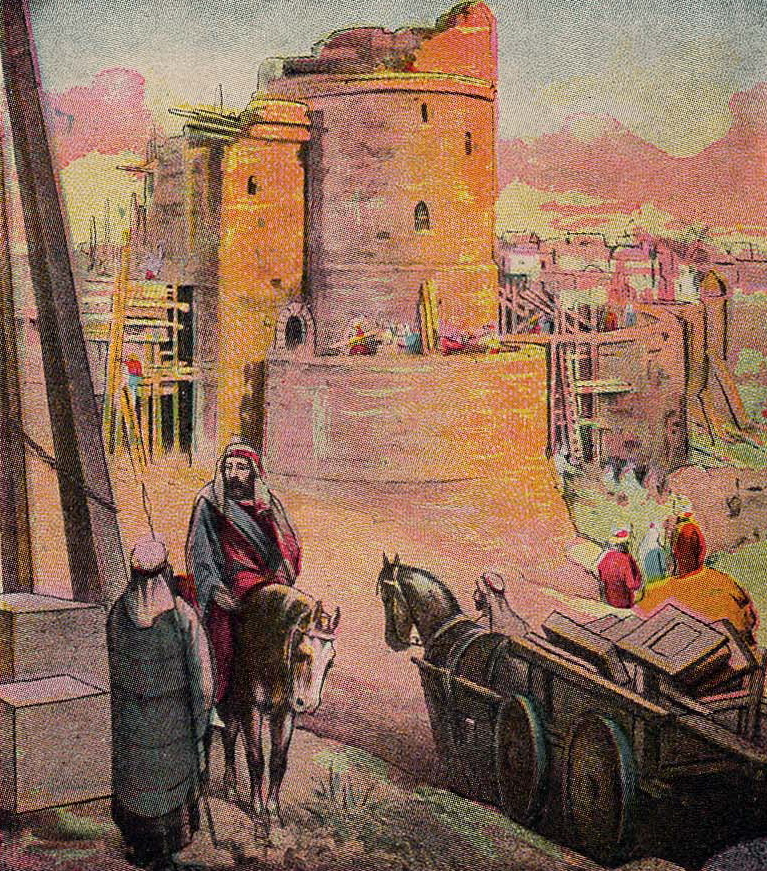
Construcció de la Muralla de Jerusalem

A Nehemies, així com a Esdres, es degué també la reforma religiosa i la solemne renovació de l'aliança amb Déu. Reunit el poble a Jerusalem, a la plaça davant de la porta de les aigües, va començar el dia primer del mes VII la lectura pública de la llei, que va durar els set dies de la festa dels tabernacles. El dia 24 del mateix mes, previ al dejuni i la separació de tots els estrangers, la penitència dels seus pecats i després de la lectura i de la llarga oració que feren els levites, renovaren solemnement els israelites el seu antic pacte i aliança amb Déu. Van consignar aquest pacte solemne els principals d'entre els israelites el van subscriure, dels sacerdots, levites, etc. Al cap de totes les signatures figura la de Nehemies, athersatha, fill d'Haquelai.
Complit el termini de dotze anys concedit pel rei, Nehemies va tornar de Jerusalem a Susa l'any 32 del regnat d'Artaxerxes I (433). Quant de temps va restar absent, no se sap. Però quan va tornar a Jerusalem, en el seu segon govern, va haver de corregir alguns abusos.
Nehemies fou un dels governadors més insignes del poble d'Israel després del captiveri a Babilònia. L'Eclesiàstic celebra la seva memòria perquè va restaurar els murs de Jerusalem, reparar les ruïnes i restablir les portes. Se'n diu en el segon llibre dels Macabeus que va reunir els llibres sagrats i va crear una biblioteca en la qual estaven el llibre dels Reis, dels Profetes, de David i les cartes dels reis de Pèrsia i de les ofrenes.